# Datureae
Le Daturee (Datureae Dumort., 1829) sono una piccola tribù di piante della famiglia Solanaceae (sottofamiglia Solanoideae).

## Tassonomia
La tribù comprende 22 specie in 3 generi:
- Brugmansia Pers. (7 specie)
- Datura L. (14 spp.)
- Trompettia J.Dupin (1 sp.)

## Distribuzione e habitat
Le Daturee sono originarie della regione andina e da qui il loro areale si è espanso sino al Nord America (Datura) e nelle regioni non-andine del Sud America (Brugmansia). Tutte le specie di Brugmansia sono elencate dalla lista rossa IUCN come estinte in natura, ma sopravvivono come piante ornamentali diffuse in gran parte del mondo, e in alcuni casi è stata documentata la loro naturalizzazione. Il genere monospecifico Trompettia è endemico della Bolivia.

## Proprietà
Le specie di questa tribù sono fonte di alcaloidi tropanici (scopolamina, atropina e iosciamina), che conferiscono alla pianta proprietà narcotiche, sedative e allucinogene.

## Usi

### Usi tradizionali
Alcune specie vengono utilizzate da secoli come enteogeni nell'ambito di rituali mistico-spirituali.
Ad esempio, Datura inoxia ha ha una lunga storia di uso nei rituali sciamanici degli Zuni, dei Navajo e di altre tribù di nativi americani. Il suo uso come enteogeno tra gli Yaqui è stato raccontato da Carlos Castaneda nel suo libro Gli insegnamenti di Don Juan.
Alcune specie di Brugmansia sono utilizzate come ingredienti per la preparazione dell'ayahuasca, una bevanda allucinogena di origine amazzonica.

### Usi terapeutici
Alcuni dei principi attivi, come la scopolamina e l'atropina, sono inseriti in farmacopea e comunemente impiegati in ambito terapeutico.